# Zahra Rahnavard
Zahra Rahnavard (en persan : زهرا رهنورد), née Zohreh Kazemi le 31 octobre 1945 à Boroudjerd (Iran), est une universitaire, artiste, féministe et femme politique iranienne.

## Biographie

### Enfance et études
Zohreh Kazemi naît à Boroudjerd, dans l'agglomération de Khomein, dans l'État impérial d'Iran. Son père, Haj-Fathali, est un chiite fondamentaliste et un anti-communiste. Après avoir entendu la nouvelle d'un rassemblement de clercs chiites, Haj-Fathali émigre à Khomein, dans la province de Markazi, près du lieu où la jeune Zahra était née et avait été élevée. 
Elle obtient un baccalauréat et une maîtrise en art et architecture à l'université de Téhéran. Elle est sculptrice. Elle est  également titulaire d'une maîtrise et d'un doctorat en sciences politiques de l'université islamique Azad. À la suite d'études aux États-Unis en 1976, elle parle couramment l'anglais. Elle change son nom de famille en « Rahnavard », qui signifie « la marcheuse ».

### Mariage
Elle est la femme de Mir Hossein Moussavi, ancien Premier ministre de la République islamique d’Iran. Ils se rencontrent en 1969 lors d'un vernissage des toiles qu'elle exposait. Ils ont ensemble trois filles.

### Carrière universitaire
Zahra Rahnavard fait partie des premiers révolutionnaires qui se sont opposés au shah Mohammad Reza Pahlavi. Dans les dernières années de son règne, elle est proche d'Ali Shariati, un chef islamiste dissident.
Elle est un temps conseillère politique du président de la République Mohammad Khatami. De 1998 à 2006, elle est chancelière de l'université d'Alzahra ; elle est alors la première femme nommée chancelière d'université depuis la révolution islamique, en 1979. Elle est nommée à ce poste par l'ancien ministre des Sciences, de la Recherche et des Technologies, Mostafa Mo'in. Après l'élection du président Mahmoud Ahmadinejad en 2005 et la purge des fonctionnaires réformistes du gouvernement, elle se retire de son poste ou est invitée à l'être ; elle est remplacée par Mahboubeh Mobasheri.
Elle est l'auteure de quinze livre dont La beauté de la dissimulation et la dissimulation de la beauté.

### Engagement politique

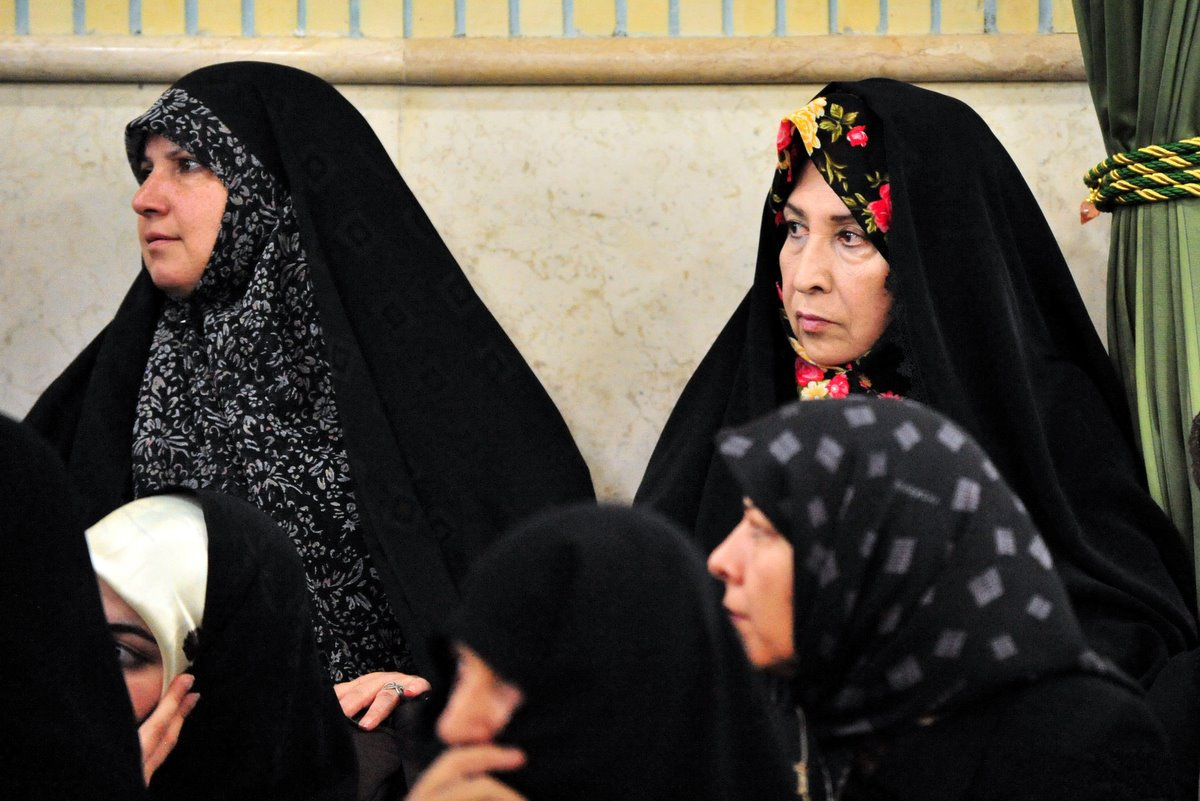
Zahra Rahnavard (à droite) en 2009.

Épouse de l'ancien Premier ministre Mir-Hossein Mousavi, elle le soutient activement dans sa campagne à l'élection présidentielle de 2009. C'est aussi la première fois en trente ans qu'une épouse d'un candidat s'engage aussi publiquement. Ce dernier lui donne d'ailleurs la priorité au micro. « "Nous devons réviser les lois qui traitent les femmes de manière inégale !", lance Zahra Rahnavard aux 1 500 personnes rassemblées dans cette salle de concert transformée ». Son époux l'a ainsi intégrée dans sa campagne en espérant par là s'attirer les voix des femmes instruites et des étudiantes (qui composent 60 % des étudiants du pays).
Les chances politiques de son époux ayant été sérieuses, elle est un temps surnommée par les médias la « Michelle Obama iranienne »,, en vue d'une possible accession à un statut de Première dame.

## Sources
- (en) Cet article est partiellement ou en totalité issu de l’article de Wikipédia en anglais intitulé « Zahra Rahnavard » (voir la liste des auteurs).